# Delerium
A Delerium egy kanadai zenei project, voltaképpen az 1986-ban alakult Front Line Assembly zenekar oldalvizein indított ambient sideproject. Központi tagjai, Bill Leeb és Rhys Fulber a Delerium mellett számos projecten dolgoztak együtt (INTERMIX, Synaesthesia, NoiseUnit, Equinox, pro>tech, Will, Cyberaktif, Fauxilage).

## Tagok

### Központi tagok
- Bill Leeb
- Rhys Fulber

### Vokalisták

#### Nők
- Camille Henderson
- Emily Haines
- Isabel Bayrakdarian
- Jacqui Hunt
- Jaël
- Jenifer McLaren
- Joanna Stevens
- Julee Cruise
- Kiran Ahluwalia
- Kirsty Hawkshaw
- Kristy Thirsk
- Leigh Nash
- Margaret Far
- Mediæval Bæbes
- Nerina Pallot
- Rachel Fuller
- Rani Kamal (Rani Kamalesvaran)
- Sarah McLachlan
- Sultana (Songul Akturk)
- Zoë Johnston

#### Férfiak
- Greg Froese
- Matthew Sweet

## Nagylemezek
- Faces, Forms & Illusions (Dossier, 1989) [néhány forrás (pl. allmusic.com) szerint 1988-ban jelent meg]
- Morpheus]' (Dossier, 1989)
- Syrophenikan (Dossier, 1990)
- Stone Tower (Dossier, 1991)
- Euphoric (Third Mind, 1991)
- Spiritual Archives (Dossier, 1991)
- Spheres (Dossier, 1994)
- Spheres 2 (Dossier, 1994)
- Semantic Spaces (Nettwerk, 1994)
- Karma (Nettwerk, 1997)
- Poem (Nettwerk, 2000)
- Chimera (Nettwerk, 2003)
- Nuages du Monde (Nettwerk, 2006)
- Music Box Opera (Nettwerk, 2012)
- Mythologie (Metropolis Records, 2016)

## Fauxliage
Van egy Delerium-hoz nagyon szorosan kapcsolódó zenei vállalkozás is, a Fauxliage. Itt a Delerium központi tagjai egyedül Leigh Nash vokalistát alkalmazták éneklésre.